# Саракш
Сара́кш — вымышленная планета, место действия романа «Обитаемый остров» Аркадия и Бориса Стругацких, одноимённого фильма, а также фанфиков.
Название планеты на языке Страны Отцов означает «Мир».

## Происхождение названия
Борис Стругацкий в одном из интервью сообщал, что название появилось уже после изобретения как вымышленного ругательства «массаракш!», так и его «перевода»:
Словечко это имитирует обыкновенное «приличное» ругательство. Что-нибудь вроде «ч-чёр-рт!» или «с-скотина!» Звучное слово, хорошо исполняет своё назначение. Прижилось. Дословный «перевод» его «мир наизнанку» — был придуман заметно позже, а уж из этого перевода ещё позже родилось название планеты — Саракш.Офлайн интервью с Борисом Стругацким
Существует также версия, что название «Саракш» было образовано от названия реального посёлка Саракташ Оренбургской области (аналогично другому фантастическому топониму в творчестве Стругацких — названию фигурирующего в романе «Отягощённые злом, или Сорок лет спустя» города Ташлинск, образованного от наименования села Ташла, также расположенного в Оренбургской области). Аркадий и Борис Стругацкие, будучи эвакуированными во время Великой Отечественной войны из блокадного Ленинграда в Оренбургскую область, проживали в Ташле; Аркадий в этот период работал на местном молокозаводе и неоднократно посещал также посёлок Саракташ.

## Описание

### Общие сведения, планетография
Саракш — планета земного типа с кислородно-азотной атмосферой, по многим признакам весьма сходная с Землёй. Однако атмосфера планеты имеет необычно большую рефракцию, в результате чего у наблюдателя складывается впечатление, что поверхность планеты вогнутая. Верхние слои атмосферы весьма плотные и непрозрачные, постоянно фосфоресцируют, в результате чего ни светило, ни звёзды не доступны для наблюдения с поверхности планеты. Климат планеты, флора и фауна сходны с земными. В романе «Жук в муравейнике» упоминается спутник Саракша:

Это тем более странно, что на его родном Саракше луну увидеть невозможно из-за атмосферной рефракции…

На планете есть единственный материк. В противоположном полушарии выделяются три крупных архипелага, расположенных в антарктической зоне.
Саракш населяют два разумных вида: человечество, представители которого практически неотличимы от землян, и киноиды, получившие название «голованы» (которые появились, возможно, в результате долговременного радиационного облучения).

### Люди
Люди населяют как Материк, так и Острова. Уровень развития человеческой цивилизации Саракша сопоставим со второй половиной XX века на Земле (в фильме-экранизации сопоставим с современной нам Землёй). Цивилизацию можно охарактеризовать как урбанистическую и технически развитую. Можно отметить наличие телефонной связи, телевидения, автомобилей с двигателем внутреннего сгорания (или даже на топливных элементах), железнодорожного транспорта, авиации, ядерных технологий, а также ментоскопической техники. Сравнительно далеко продвинулось освоение ядерной энергии: атомные силовые установки на танках и самоходных пусковых установках являлись довоенной нормой.
Весьма своеобразен уровень военной техники: с одной стороны, технология примерно соответствует 1950-м годам по уровню развития боевых машин, с другой — достаточно высокая автоматизация. Ещё до мировой войны (то есть за более чем 24 года до событий, описываемых в книге), на Материке создавались полностью автоматизированные укреплённые районы (управляемые суперкомпьютерами), включавшие автоматические огневые точки, полностью автоматизированные зенитно-ракетные системы и движущиеся по заданным маршрутам автоматические самоходные пусковые установки ОТРК.
Имеется и довольно слабо развитый воздушный транспорт: упоминаются летающие платформы (т. е. аппараты на воздушной подушке), вертолёты (на котором Гай Гаал совершил один из двух своих полётов), а также бомбовоз «Е. И. В. … Горный Орёл» — крупный самолёт-бомбардировщик. Правда, описываются многочисленные автоматические средства ПВО и тяжелые потери промышленности в предшествующих войнах, во всяком случае, в официальных статьях Страны Отцов сообщалось, что башни должны были защищать от налетов бомбовозов Хонти. Однако ни Хонти, ни Пандея не располагали авиацией, хотя как минимум Хонти располагает значительным числом тактических ракет. Реактивная авиатехника в романе не показана, но известно, что существовали крылатые и баллистические ракеты, вертолёты же и летающие платформы в воспоминаниях Гая ассоциировались с облавами на Выродков во внутренних районах.

Странная космография жителей Саракша, а равно и всякие прочие отклонения от курса «земной» цивилизации привели к очень неравномерному и непривычному развитию их наук и технологий. С одной стороны — прекрасная мнемотехника, с другой — довольно убогая электроника. Мощное психотронное оружие — и слабая авиация. И пр. Поэтому и должно оставаться довольно странное впечатление от их техники у «нашего» читателя, и тем более, — у Максима. А Крепость — это остатки мощной долговременной автоматизированной оборонительной полосы «типа «линии Маннергейма», какой её земляне могли бы построить сегодня, — если бы им пришла вдруг в голову подобная бредовая идея. Впрочем, учитывая вялое развитие авиации, такая линия на Саракше и могла бы иметь определенный военный смысл.— OFF-LINE интервью с Борисом Стругацким. Февраль 2004
Из-за особенностей атмосферы на Саракше общепринятым является представление о том, что люди живут на внутренней поверхности огромного заполненного газом шара в бесконечной тверди Вселенной (то есть их мир представляется аборигенам единственным «обитаемым островом» Вселенной), в центральной части которого происходят некие процессы, обусловливающие суточный и годовой циклы. Однако для практических целей, в частности для расчёта траекторий баллистических ракет, принята теория, согласно которой Саракш всё-таки имеет форму шара и люди живут на внешней стороне планеты.
Цивилизация пережила глобальную ядерную войну, в результате которого значительная часть населения погибла, огромные территории в центральной части Материка стали непригодны для жизни, а большинство государств планеты погибли. В романе упоминаются государства, сохранившиеся на северной оконечности Материка: Страна Отцов, Хонти и Пандея, а также расположенная на островах противоположного полушария Островная империя.

#### Страна неизвестных отцов
Страна Отцов (собственное название не упоминается) представляет собой остатки великой Империи, когда-то контролировавшей большую часть Материка. После поражения в войне и потери огромных территорий, включая бывшие центральные области, страна пребывала в анархии, пока власть в свои руки не взяли Неизвестные Отцы (группа анонимных финансистов и высших военных), которые с помощью так называемого «белого излучения» (см. ниже) установили практически полный контроль над населением страны. С юга страна ограничена поясом лесов и рекой Голубая Змея. Правительство пытается распространить свою власть на юг, строя башни-ретрансляторы излучения.
Население страны составляет сорок миллионов человек.

##### Виды излучений
Белое излучение, открытое в Стране Отцов перед войной или вскоре после неё, имеет две разновидности. А-излучение воздействует на подавляющее большинство людей Саракша таким образом, что они теряют способность к критическому анализу окружающей действительности и легко поддаются манипулированию. Однако около 1 % населения не подвержены такому воздействию при обычной интенсивности излучения, зато при повышенной интенсивности испытывают сильнейшие головные боли. У большинства повышенная интенсивность излучения вызывает состояние эйфории в сочетании с готовностью выполнять любые приказы. Б-излучение, или депрессионное поле, вызывает состояние глубокой депрессии. Здесь есть разночтение: в конце произведения этот вид излучения назван Чёрным излучением.
Длительное пребывание в поле белого излучения вызывает привыкание, и прекращение постоянного действия излучения вызывает состояние «лучевого голодания», сходное с абстинентным синдромом, которое в 20% случаев приводит к шизофрении.
Людей, не подверженных действию А-излучения, и таким образом не подвластных правительственной пропаганде, по социальному признаку можно условно разделить на три неравноценные группы: так называемая «элита», в том числе и Неизвестные Отцы, «легальные выродки» — преимущественно люди обеспеченные, и третьи, ведущие антиправительственную и террористическую деятельность, объявленные Неизвестными Отцами врагами нации. Физиологическая реакция на излучение у всех них одинаковая (сильнейшие головные боли, которые не снимаются полностью никакими средствами). При этом следует напомнить, что Неизвестные Отцы сами являются «выродками».
Они также страдают от повышения интенсивности излучения, но вынуждены терпеть во имя сохранения власти, и при этом активно ищут средства, позволяющие его если не совсем преодолеть, то хотя бы временно ослабить. Поисками таких средств занимаются и местные террористы, при этом такие фармацевтические средства, со сроком действия в минутах, уже существуют, но их явно недостаточно для сопротивления на весь срок интенсивного излучения. Система башен-ретрансляторов излучения, растянутая по всей стране, которую официальная версия именует «системой ПБЗ» (Система Противобаллистической Защиты), обеспечивает круглосуточное воздействие на всё население Страны Отцов. Дважды в сутки, в десять часов вечера и в десять утра, интенсивность А-излучения увеличивается, что позволяет, с одной стороны, усиливать воздействие на население, с другой стороны, обнаруживать «выродков» в домах по физиологической реакции.
На землян белое излучение никак не действует.

#### Южные территории
Южнее лесного пояса простираются огромные пустыни, выжженные в ходе ядерной войны. В полосе между лесами и пустыней обитают племена мутантов — потомков выжившего местного населения. Практически все мутанты являются «выродками», имеют слабое здоровье и постепенно вымирают.
Имеются неподтверждённые слухи, что далее на юг, в глубине пустыни, обитают пустынные варвары, сильные и абсолютно безжалостные.

#### Хонти и Пандея
Хонти и Пандея — бывшие зависимые территории Империи, отделившиеся после войны и образовавшие собственные государства. Обе страны расположены к северу от Страны Отцов, находятся в состоянии перманентной холодной войны и с бывшей метрополией, и друг с другом. Общее население (по оценкам Страны Отцов) обеих стран составляет порядка 50 миллионов. Государственный строй, вероятно — буржуазно-демократические республики.
В Хонти после получения независимости не прекращается гражданская война (начатая, возможно, в результате подрывной деятельности Страны Отцов). Внутренняя нестабильность Хонти и опасение возможного вмешательства в хонтийский конфликт со стороны более стабильной Пандеи в конце концов приводят к открытой агрессии со стороны Неизвестных Отцов с применением с обеих сторон тактического ядерного оружия. В результате этой войны Страна Отцов потерпела поражение, потому что «кто-то надоумил хонтийцев обратить внимание» на уязвимое место в военной машине Неизвестных Отцов — полную зависимость наступающей армии от мобильных излучателей.

— Вряд ли у тебя могут быть серьезные основания, — мягко сказал Свекор. — Просто тебя соблазняет дешевизна решения, я тебя понимаю, только северную проблему малыми средствами не решить. Там ни путчами, ни переворотами не обойдешься. Деверь, который был до тебя, разъединил Хонти, а теперь нам приходится опять объединять… Путчи — путчами, а этак можно и до революции доиграться. У них ведь не так, как у нас.
Пандея упоминается в романе значительно реже, но, очевидно, пребывает в относительном порядке. Во время совещания Неизвестных Отцов высказывалось опасение, что Пандея может вмешаться в гражданскую войну в Хонти, объединив обе страны против Страны Отцов, и что её режим достаточно прочен и устойчив (и не может быть опрокинут так же легко, как хонтийский). Во время войны Хонти и Страны Отцов правительство Пандеи заняло нейтральную позицию, заявив, что Пандею устраивает любое решение конфликта.

#### Островная империя
Расположенная на двух архипелагах в противоположном от Материка полушарии Саракша, Островная империя контролирует мировой океан посредством мощного подводного флота (белые субмарины). Островитяне регулярно устраивают высадки десанта с подводных лодок, с устрашающей бесчеловечностью проводя карательные акции против населения прибрежных территорий Материка. Страна Отцов держала на побережье танковые отряды Боевой Гвардии, патрульные катера и использовала Белое Излучение для сбивания с курса подводников; количество прорвавшихся субмарин было незначительно. Странник говорил Максиму, что из-за уничтожения сети ретрансляторов Империя устроит полномасштабное вторжение. События, следующие за периодом повествования и несколько раз упомянутые в повести «Жук в муравейнике»: Островная империя совершила минимум две попытки массового вторжения на Материк. Максим вспоминал, что первая земная экспедиция прибыла, когда он отражал первое вторжение. Командир Гая, ротмистр Чачу прославился тем, что победил в артдуэли своего танка и белой субмарины. Максима он считал законспирированным агентом Островной Империи. В свою очередь, в романе «Волны гасят ветер» говорится что Максим проник в самую столицу Островной империи (операция «Вирус») и получил за это прозвище Биг Баг.

#### Прочие государства
До войны на Саракше существовало как минимум несколько десятков государств, как автономных, так и колониальных. Во время мировой войны большая их часть была полностью уничтожена (исключая север материка). Предполагается возможность, что за радиоактивной пустыней в южной части континента могли уцелеть какие-то государства. Тем не менее о связи с ними нет никаких данных.
Высказывается предположение, что некое подобие государства создали мутанты, обитающие в радиоактивных пустынях Юга.
В романе также упоминается, что (согласно радиосводкам) некое княжество Ондол «ещё существует, и, более того, продолжает совершать разбойничьи налёты на остров Хаззалг». Большинство населения Страны Отцов не имеет об этих геополитических субъектах никакого представления.

### Голованы
Раса голованов — разумных собакоподобных существ — возникла, вероятно, в результате мутации одного из видов собак после ядерной войны. Обитают голованы в южных лесах. От собак отличаются увеличенным размером головы, за что и получили своё название. Живущие на границе лесов мутанты называют их «упырями» и чрезвычайно боятся. Хотя, очевидно, «упыри» — это тоже мутанты, но не человеческие, а «головановские».

### Деятельность землян на Саракше
Основной целью вмешательства землян на Саракше являлось предотвращение окончательной гибели местного человечества. С этой целью Комитет галактической безопасности Земли внедрил свою агентуру в Стране Отцов, Хонти и Пандее, стремясь вывести её на ключевые позиции в управлении государствами. Попытки внедрения в Островную империю остались безуспешными за исключением миссий Максима Каммерера и частично Льва Абалкина. Главой резидентуры на Саракше являлся Рудольф Сикорски, который стал своего рода советником при Неизвестных Отцах под именем Странник и возглавил Департамент специальных исследований, контролирующий научные разработки, в том числе связанные с белым излучением.
Планы Сикорски были существенно расстроены появлением в Стране Отцов Максима Каммерера. Максим считал, что открыл неизвестную ранее обитаемую планету (по всей видимости, существование Саракша на Земле было засекречено), когда его корабль был сбит в верхних слоях атмосферы, а после посадки уничтожен. Сблизившись с местными подпольщиками-выродками, Максим узнал о белом излучении и счёл своим долгом уничтожить эту систему. Прежде чем Сикорски сумел его остановить, Максим взорвал Центр управления башнями-ретрансляторами, что, по всей вероятности, чрезвычайно дестабилизировало Страну Отцов. Впоследствии Каммерер стал сотрудником Сикорски, работал под его руководством на Саракше, позже сам организовал успешную операцию по проникновению в Островную империю.
Земляне занимались на Саракше также научными изысканиями и контактами с голованами.